# Bootshaus

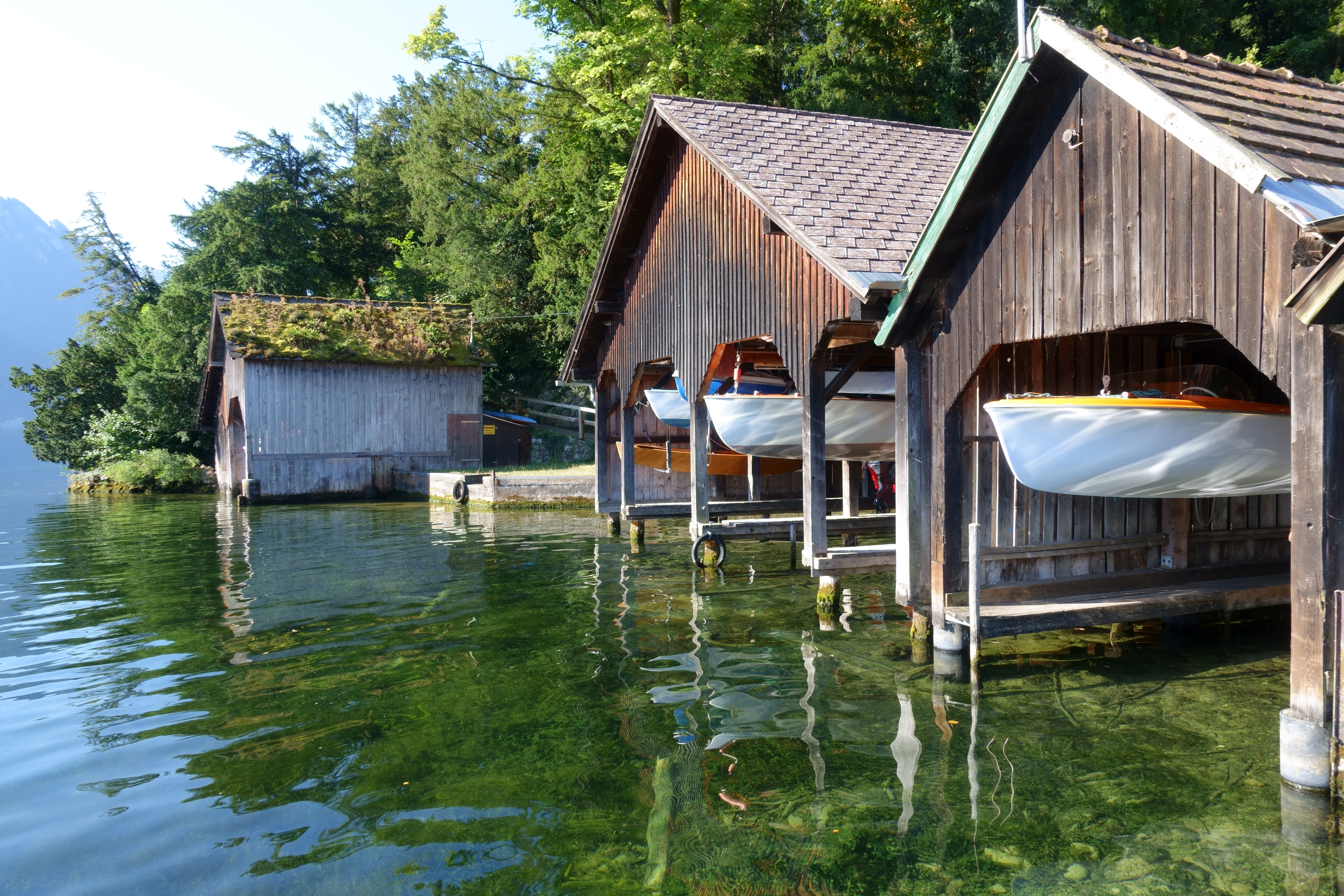
Bootshäuser in Traunkirchen am Traunsee

Ein Bootshaus ist im engeren Sinne eine an den Ufern von Flüssen oder Seen, zum Schütze von kleinen Schiffen gegen Witterung und Wellenschlag errichtete Halle in Holz- oder Steinbau. Seit dem 20. Jahrhundert gilt der Begriff im weiterten Sinn auch an Land für Vereinshäuser des Ruder- und Segelsports zur Bergung seiner leichtgebauten, wertvollen Boote und zugleich mit Umkleideräumen, Räumen für gesellige Vereinszwecke usw.

## Geschichte
Das Naust ist das charakteristische Bootshaus des skandinavischen Nordens. Im Naust wurden bereits in der Eisenzeit und der Wikingerzeit Schiffe gelagert und gewartet. Spuren dieser Bootshäuser findet man an Küstenabschnitten, an denen das Ufer flach genug ist um die verhältnismäßig leichten Schiffe an Land zu ziehen.

## Das klassische Bootshaus

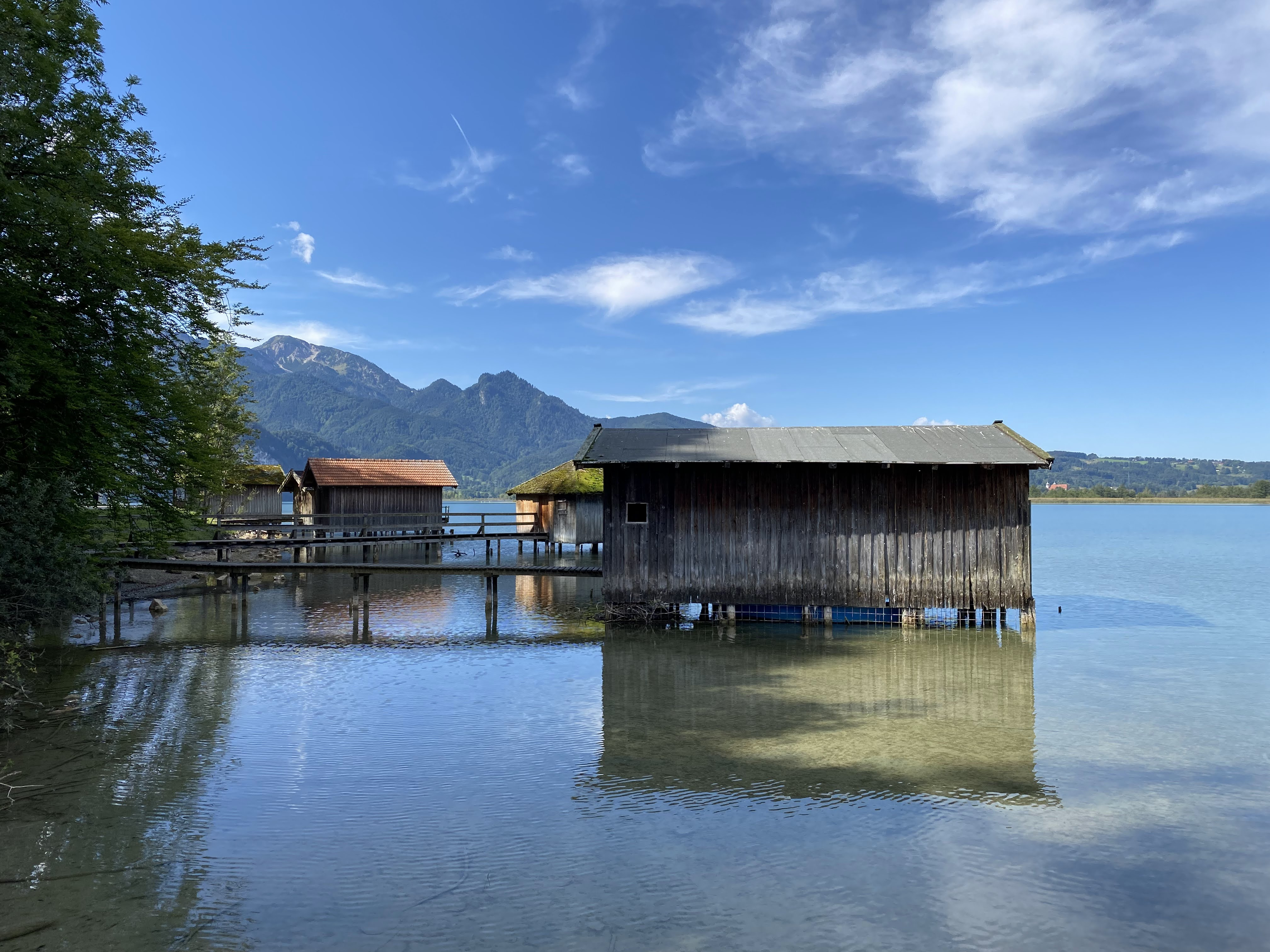
Bootshäuser am Kochelsee

Das klassische Bootshaus steht am Ufer und ist über das Wasser gebaut. Es dient dem Unterstellen von Wasserfahrzeugen. Ein Bootshaus kann ein schlichter Bretterverschlag sein, aber auch sehr aufwändig und kunstvoll als Teil einer Villa oder eines ganzen Anwesens gebaut werden. Ein besonderes Beispiel ist der 1833 erbaute Fregattenschuppen an der Pfaueninsel (Berlin), der zum Unterstellen des königlichen Modellfregatte Royal Luise diente.
Diese Bootshallen sind so angeordnet, dass man mit den Schiffen vom Wasser direkt einfahren kann, oder es ist eine ansteigende Rampe zu beschaffen, um die Schiffe an Land und in die Halle zu bringen, wo aufgelagert werden. Wenn das Bootshaus am Hang liegt, kann es in das Gelände eingegliedert, dass sein Dach als über dem Gewässer liegende Terrasse genutzt werden kann. 
Damit kleinere Boote vor Wellenbewegungen geschützt sind, werden sie mit einem am Dachbalken befestigten Kran aus dem Wasser gehoben und hängen in den Hebegurten liegend oder auf einem speziellen Gestell stehend unter dem Dach. Zur Wasserseite ist das Bootshaus offen oder wird mit einem Flügel- oder Rolltor geschlossen.
An Binnengewässern lagern auch Fischerboote oder Taxi- und Passagierboote in Bootshäusern. Auch die öffentliche Personenschifffahrt bringt ihre Schiffe oft über Nacht in Bootshallen unter, allerdings ohne sie hochzuziehen.
Oft ist mit dem Bootshaus ein Steg zum Anlegen oder Baden verbunden.

## Bootshäuser von Sportvereinen

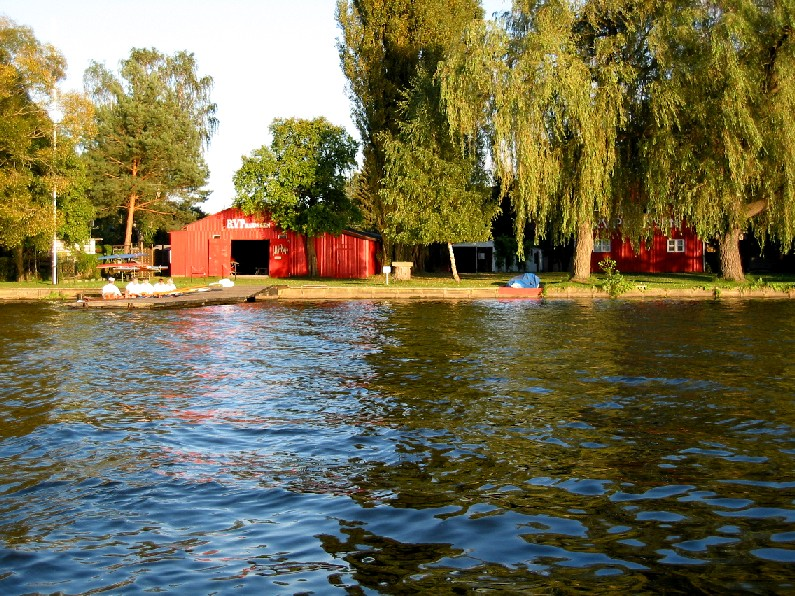
Nieder Neuendorfer See

Bootshaus sind auch größere Lagerhallen oder Teile eines Clubhauses von Rudervereinen, Kanusportvereinen, Motorbootvereinen oder anderen Sportvereinen, aber auch von gewerblichen Bootsvermietern oder Wassersportschulen. Die Hallen dienen zum Lagern von mehreren Ruderbooten, Jollen, Kajaks, Surfbrettern oder Schlauchbooten, oder werden im Winter als gedecktes Lager genutzt. Einem solchen Bootshaus ist oft ein Trockenliegeplatz im Freien angegliedert.
Viele Hallen sind aus Holz errichtet. Je nach Größe des Bootshauses sind kleinere Boote wie Kanus, Ruderboote und auch andere Kleinfahrzeuge darin untergebracht, inklusive des Zubehörs wie Paddel, Riemen und Skulls. Anderes Zubehör wie Rettungswesten oder spezielle Kleidung kann auch in separaten Räumen untergebracht sein. Auch Kabinen zum Umkleiden, Spinde und Waschgelegenheiten können sich im Bootshaus oder getrennt davon befinden. Material und Werkzeug für die Reparaturen von Booten werden ebenfalls oft im Bootshaus gelagert. Verantwortlicher für das Bootshaus samt Inventar ist in der Regel ein Bootswart. Ein Fahrtenbuch dient der Dokumentation der Nutzung.
Bootshäuser gehören zur notwendigen Infrastruktur von Wassersportvereinen, da die Sportgeräte im Freien nicht gelagert werden können. Manche Sportboote werden dabei allerdings nur im Winter im Bootshaus aufbewahrt. Ferner nutzen die Vereine die Bootshäuser auch zur Instandhaltung und Wartung ihrer Sportgeräte. Bei Wasserwanderungen dienen die Gebäude vielfach auch als Unterkunft.
Um auch bei schlechtem Wetter Sport betreiben zu können, gibt es häufig auch andere Sportgeräte, etwa solche zum Krafttraining oder sogenannte Bootskästen zur genauen Bewegungsanalyse.
Von Vereinen genutzte Bootshäuser können zugleich der Vereinssitz sein. Bootshäuser älteren Baujahres haben nicht selten ein Vereinslokal, das (aus konzessionsrechtlichen Gründen) oft nur für Vereinsmitglieder zugänglich war. Da sich dieses Betriebskonzept heute nur selten rechnet, gibt es auch (ehemalige) Bootshäuser, in denen heute ausschließlich oder teilweise öffentliche Gaststätten untergebracht sind.

## Bootshaus von Rudervereinen

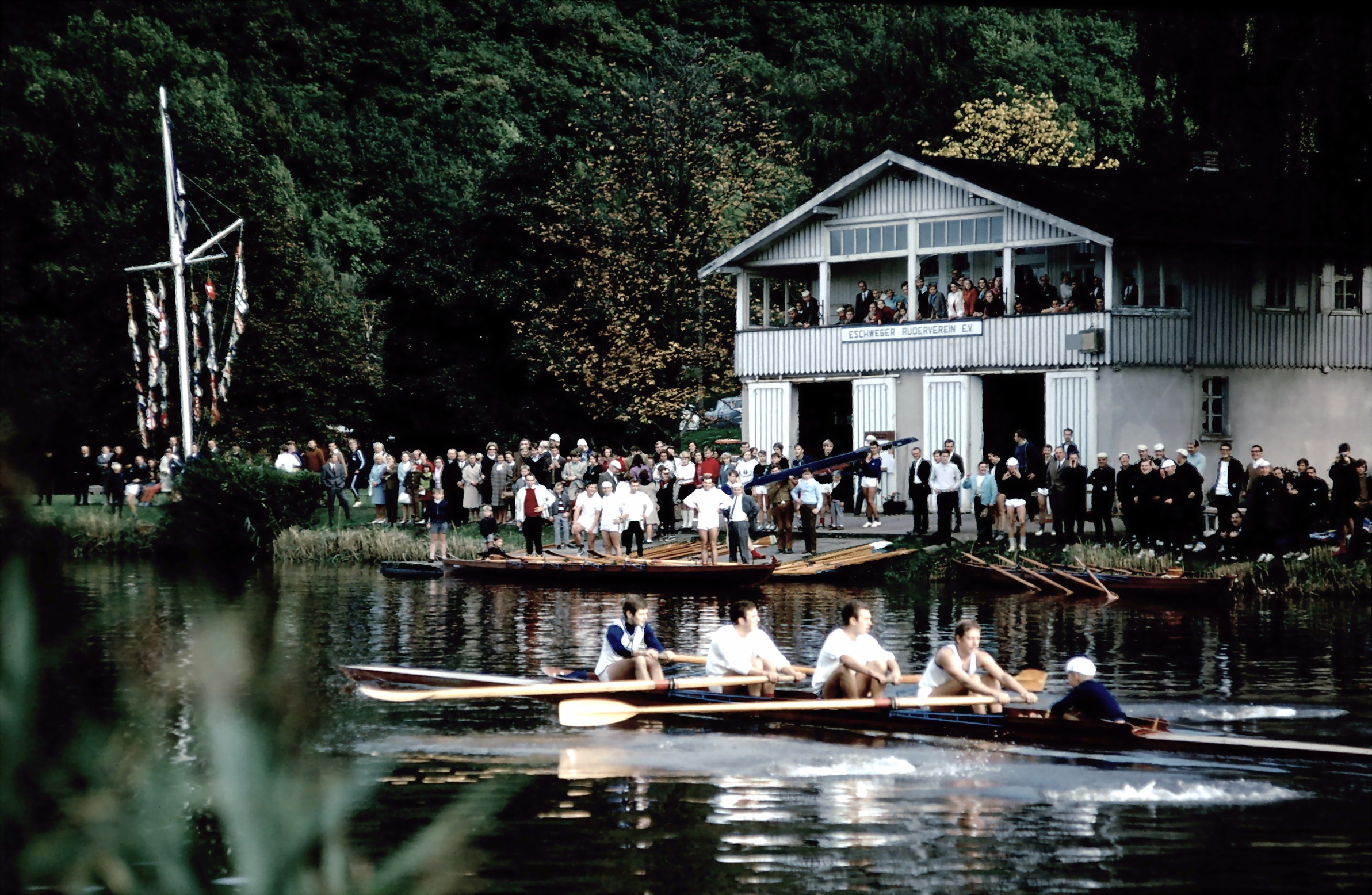
ERV Eschwege, Abrudern 1963

„Mit dem Bootshaus entstand im Zuge der aufkommenden Sportbewegung um 1900 ein völlig neuer Bautyp – in einer Zeit, die von der Expansion der Großstädte und umfassenden Veränderungen der Lebensumstände geprägt war. Sport und Freizeitkultur wurden mehr und mehr zu einem Teil des modernen Lebens und insbesondere das Rudern erlangte durch Förderung des Deutschen Kaisers Popularität. Rudervereine ließen sich im Umfeld der Städte an Seen, Flüssen und Kanälen nieder – oft waren diese Standorte eng mit der jeweiligen Stadtgeschichte verknüpft. Aus den ersten Holzschuppen der Vereine wurden bald beeindruckende Häuser, die zugleich als Sportstätte und als Ort des großbürgerlichen Gesellschaftslebens dienten“. Diese Doppelnutzung hat sich bis heute erhalten.

### Bootshalle

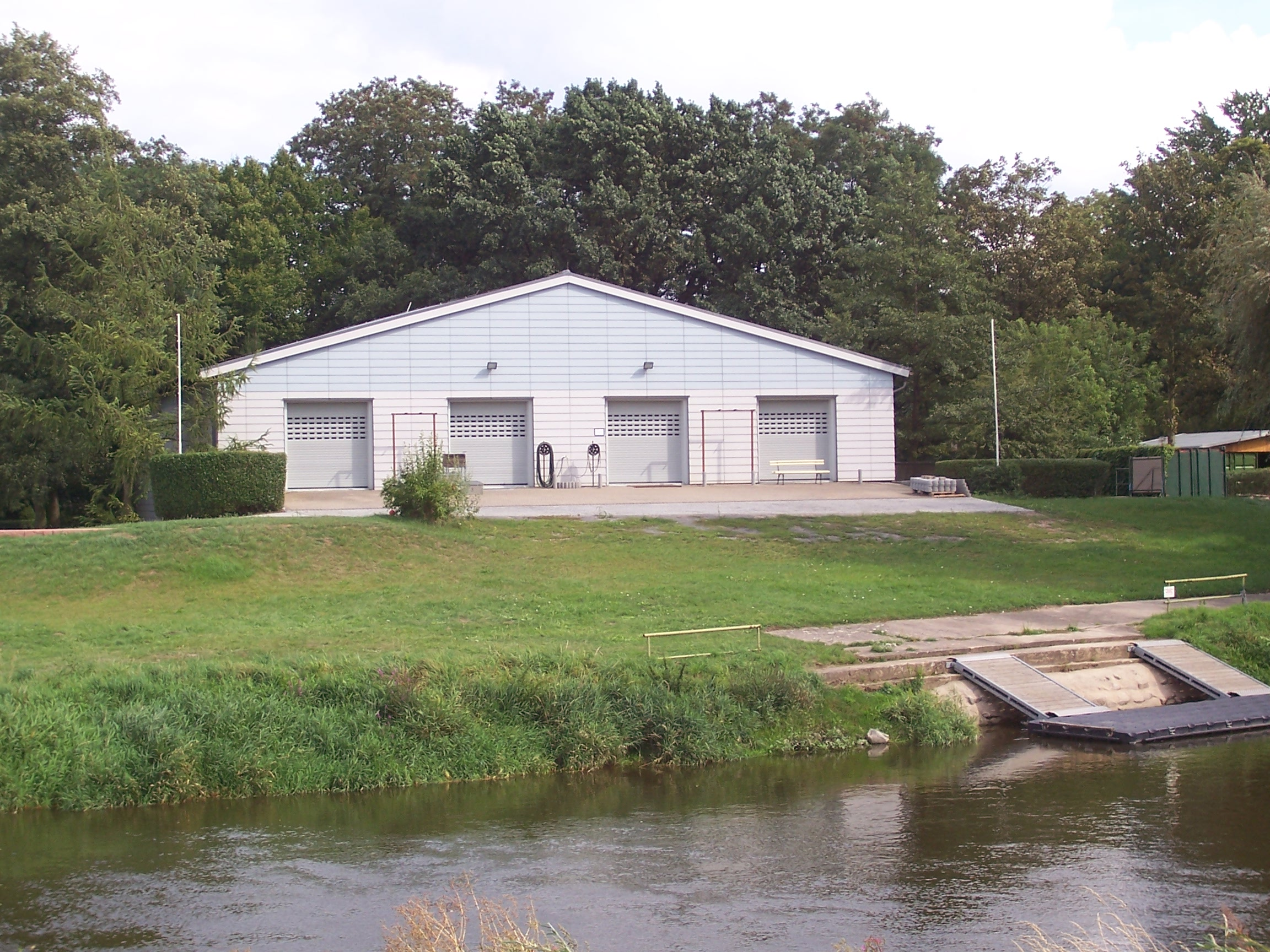
Bootshaus am Mühlgraben

Das sportliche Zentrum des typischen Ruderbootshauses ist die Bootshalle. In dieser werden die teuren und empfindlichen Ruderboote gelagert, was im Allgemeinen anhand spezieller Lager an den Wänden und der Decke der Halle geschieht. Die Skulls und Riemen hängen ebenfalls in speziellen Vorrichtungen. Außerdem wird in den meisten Bootshallen das Fahrtenbuch des Vereins aufbewahrt, in dem jeder Sportler nach Ende einer Rudereinheit Datum und Uhrzeit, die zurückgelegte Strecke und das benutzte Boot einträgt. Auch wichtige Sichtungen wie Hindernisse, Sperrungen von Flussabschnitten und eventuelle Beschädigungen am Boot werden dort eingetragen.

### Zusatzräume

#### Umkleideräume, Duschen
Ebenfalls Bestandteil fast jedes Vereinsbootshauses sind Umkleiden mit Duschen, da Rudern als Ausdauersport grundsätzlich in Sportkleidung betrieben wird und in Ausnahmefällen Ruderboote kentern können, was vor allem in der kalten Jahreszeit sofortiges Duschen und Umziehen erforderlich macht.

#### Kraftraum, Fitnesstraining
Im leistungssportlichen Rudern gibt es vielseitige Trainingskonzepte. So absolviert ein Ruderer neben dem eigentlichen Rudern u. a. auch Lauftraining, Ergometertraining und Krafttraining. Daher befindet sich in vielen Bootshäusern zusätzlich ein Kraftraum mit Sportgeräten wie Ruderergometern und Hantelbänken.

### Geselligkeit
Bootshäuser von Rudervereinen weisen aufgrund der Anzahl und Größe der Boote ein entsprechendes Raumvolumen auf. Deshalb sind ihn ihnen häufig Räumlichkeiten für Mitgliederversammlungen und Festveranstaltungen vorhanden, die auch als Übernachtungsmöglichkeiten für durchreisende Wanderruderer genutzt werden können.

## Das Bootshaus bei Kanuvereinen
Die Grundstruktur des Bootshauses von Kanuvereinen entspricht weitgehend dem Konzept im Rudersport mit der Dreiteilung Bootshalle, Umkleide sowie (bei leistungssportlicher Ausrichtung) Kraftraum. Oft gibt es auch ein Vereinslokal oder einen Versammlungsraum.
Für das Kanuwandern hat der Deutsche Kanu-Verband das Konzept der DKV-Kanustationen eingeführt, nach dem Vereine ihr Gelände durchreisenden Kanuwanderern gegen eine geringe Gebühr zur Verfügung stellen.
Dafür müssen neben einem Steg vor allem Gelegenheiten zum Zelten mit ausreichenden Waschgelegenheiten vorhanden sein.

## Das Bootshaus als Erholungsort

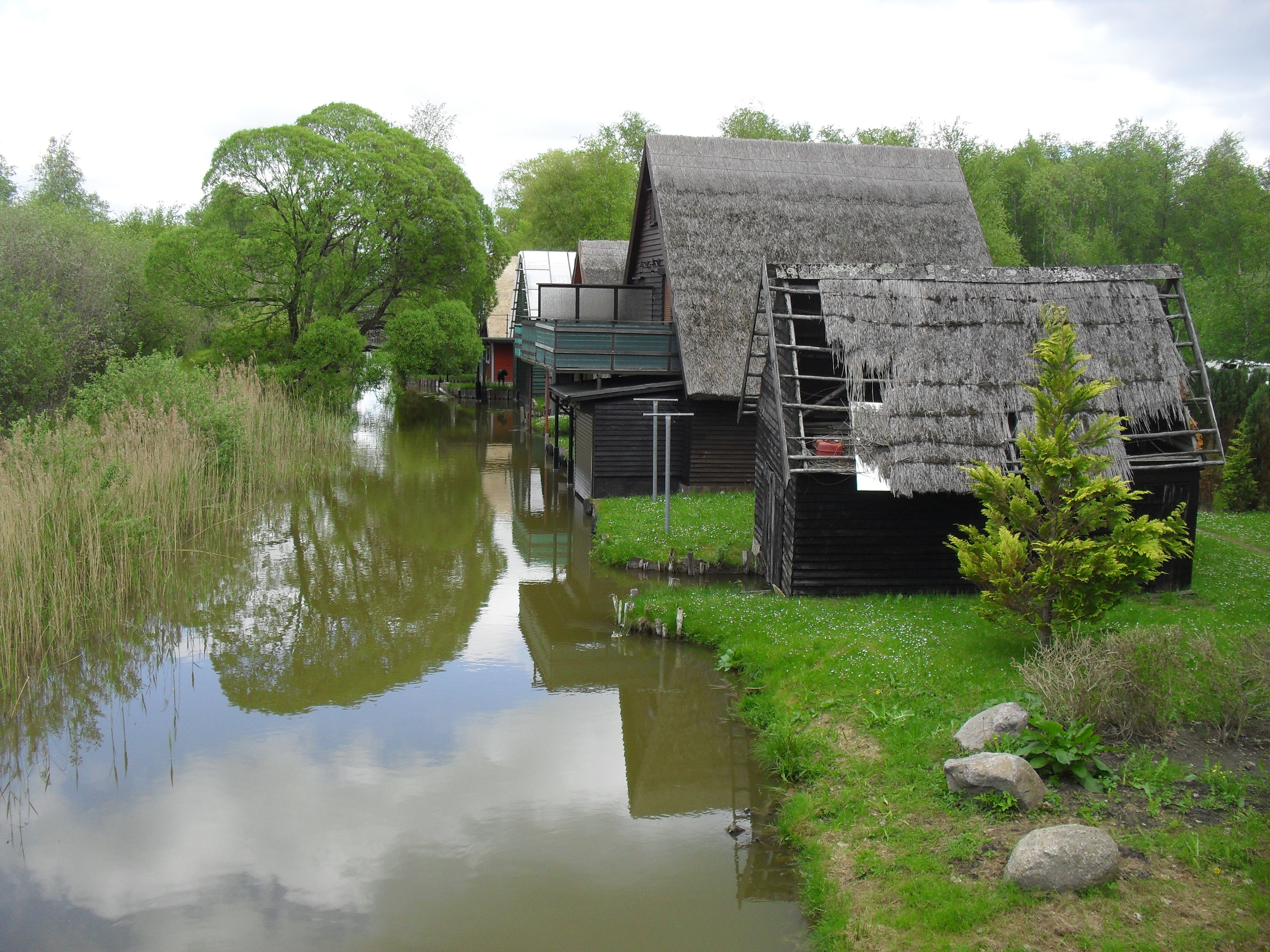
Bootshaus-Ensemble an der Mildenitz in Goldberg

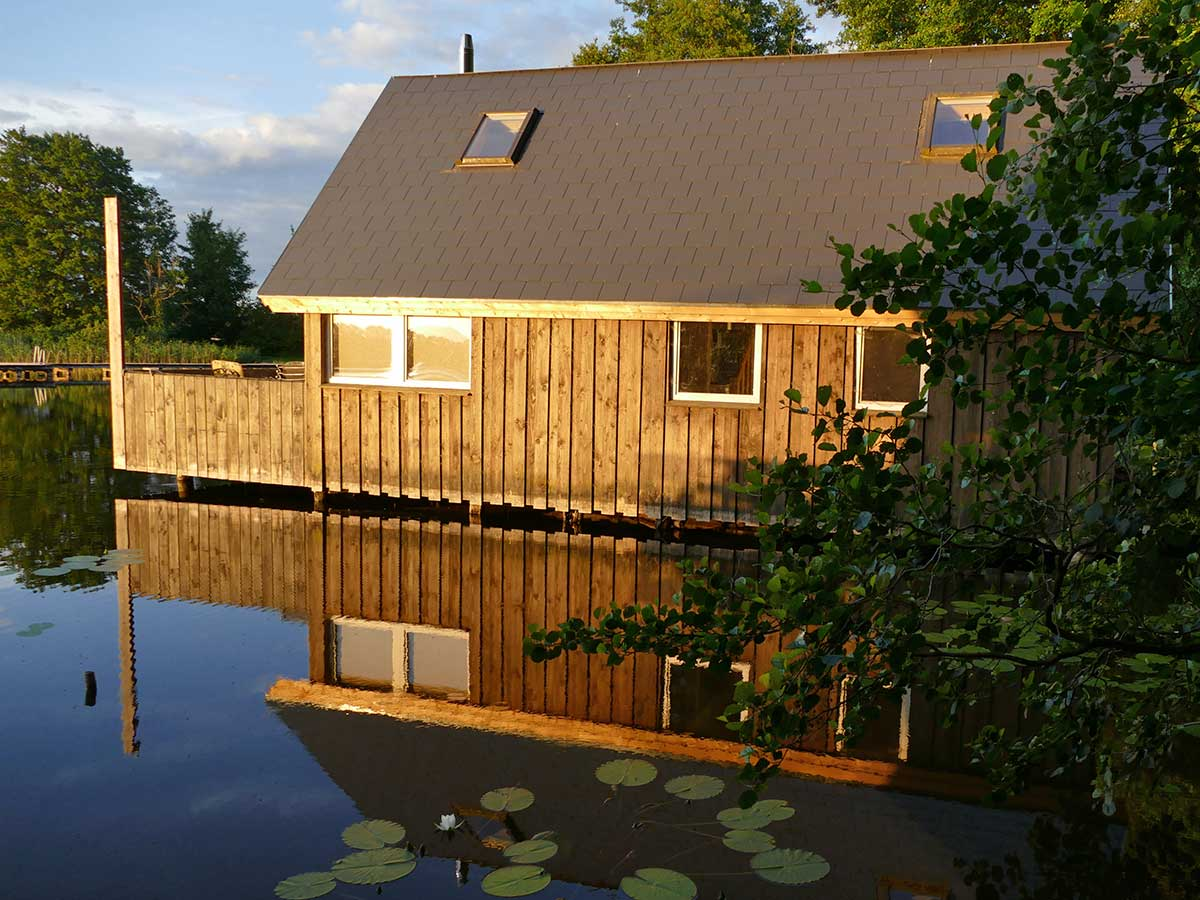
Bootshaus am Tiefen Ziehst - Mecklenburgische Schweiz

Bootshäuser und Bootsschuppen waren in der ehemaligen DDR neben den klassischen Datschen beliebte Erholungs- und Rückzugsorte. Aufgrund einer wesentlich großzügigeren behördlichen Handhabung als in der heutigen Bundesrepublik entstanden in den 1960er und 70er Jahren insbesondere in Mecklenburg zahlreiche Bootshaus-Ansammlungen an Seen und Wasserstraßen. Diese prägen heute wesentlich das Erscheinungsbild der Gebiete der Mecklenburger Seen und vermitteln die Romantik des Urlaubs am Wasser und in der Natur. Grundsätzlich sind hier die Bootsschuppen als Bootsgarage, teilweise mit einem Aufenthaltsraum und oft nur mit Strom versorgt, von den Bootshäusern mit einer separaten Wohnetage und einer Einrichtung zum Übernachten und mehrtägigen Verweilen zu unterscheiden. Nach heutigem Baurecht besteht für die Bootshäuser, die sich meist im sog. Außenbereich befinden, lediglich Bestandsschutz, so dass Nutzungsänderungen oder bauliche Erweiterungen in der Regel ausgeschlossen sind. Bei der heutigen Verwendung der Bootshäuser kommt es also darauf an, ob sie lediglich die Funktion einer Bootsgarage hatten, oder ob sie bereits früher als Übernachtungs- und Ferienort genutzt wurden. Letztere sind heute teilweise saniert und nach heutigen Standards ausgebaut und werden als Ferienhaus angeboten und genutzt. Der besondere Reiz dieser Bootshäuser liegt darin, dass sie direkt am Wasser liegen. In der Regel sind die Bootshäuser mit einem Motor-, Ruder- oder Paddelboot ausgestattet. Auffällig an Bootshäusern für Erholungszwecke sind die typischen Reetdächer. Dadurch sind sie sehr beliebt bei Wassersportlern, Anglern, sowie Vogel- und Naturliebhabern.